# Zamrażanie kriogeniczne
Zamrażanie kriogeniczne – jedna z technologii zamrażania żywności, wykorzystująca ciepło parowania oraz ciepło przegrzania pary czynników kriogenicznych. Przeciętne zużycie czynnika kriogenicznego to 1,5 kg, na 1 kg zamrażanych produktów. Dlatego metodę tę stosuje się zazwyczaj do zamrażania delikatnych, drobnych produktów jak np. truskawki, maliny, wiśnie, sosy, grzyby. Czas zamrażania produktu wynosi zazwyczaj od 3 do 10 minut. 
Wbrew pozorom zamrażanie najczęściej nie polega na zanurzaniu w zbiorniku z ciekłym gazem. Metoda zanurzeniowa związana jest z ogromnym szokiem termicznym, który często powoduje pękanie zamrażanego produktu. Dlatego najczęściej zamrażanie odbywa się poprzez kilkuetapowe opryskiwanie produktu czynnikiem o niskiej temperaturze.   
Najczęściej stosowaną metodą zamrażania kriogenicznego jest zamrażanie w ciekłym azocie (LIN). Nieco rzadziej, jako czynnik kriogeniczny, wykorzystywany jest ciekły dwutlenek węgla (LIC).
Zamrażanie kriogeniczne wykorzystywane jest w technologii indywidualnego szybkiego zamrażania (IQF).